# Medford (Maine)
Medford ist eine Town im Piscataquis County des Bundesstaates Maine in den Vereinigten Staaten. Im Jahr 2020 lebten dort 230 Einwohner in 153 Haushalten auf einer Fläche von 111,78 km².

## Geographie
Nach dem United States Census Bureau hat Medford eine Gesamtfläche von 111,78 km², von der 109,58 km² Land sind und 2,2 km² aus Gewässern bestehen.

### Geographische Lage
Medford liegt im Südosten des Piscataquis Countys und grenzt im Osten und Süden an das Penobscot County. Der Piscataquis River fließt in östliche Richtung zentral durch das Gebiet der Town. Auf dem Gebiet der Town befinden sich nur kleinere Seen, die durch weitere kleinere Flüsse mit dem Piscataquis River verbunden sind. Die Oberfläche ist leicht hügelig und die höchste Erhebung ist der 160 m hohe Paddy Hill.

### Nachbargemeinden
Alle Entfernungen sind als Luftlinien zwischen den offiziellen Koordinaten der Orte aus der Volkszählung 2010 angegeben.
- Norden: Lake View, 8,5 km
- Nordosten: Seboeis, Penobscot County, 13,6 km
- Osten: Maxfield, Penobscot County, 11,3 km
- Südosten: Howland, Penobscot County,
- Süden: LaGrange, Penobscot County, 15,5 km
- Südwesten: Southeast Piscataquis, Unorganized Territory, 14,1 km
- Westen: Milo, 8,9 km
- Nordwesten: Brownville, 12,5 km

### Stadtgliederung
In Medford gibt es mehrere Siedlungsgebiete: Dean, Medford, Medford Center und North Medford.

### Klima
Die mittlere Durchschnittstemperatur in Medford liegt zwischen −11,1 °C (12 °F) im Januar und 19,4 °C (67 °F) im Juli. Damit ist der Ort gegenüber dem langjährigen Mittel der USA um etwa 9 Grad kühler. Die Schneefälle zwischen Oktober und Mai liegen mit bis zu zweieinhalb Metern mehr als doppelt so hoch wie die mittlere Schneehöhe in den USA; die tägliche Sonnenscheindauer liegt am unteren Rand des Wertespektrums der USA.

## Geschichte
Nachdem das Gebiet vermessen war, wurde es als Township No. 2, Seventh Range North of Waldo Patent (T2 R7 NWP) eingetragen. Bereits 1808 wohnte James Grover mit seiner Familie am Südufer des Piscataquis in der Nähe der oberen Fähre. Ein Mr. Boobar folgte und später kamen ein Mr. Weston und zwei Hitchborns aus Bangor. Um 1820 eröffnete der Staat die Bennock Road vom Piscataquis River nach Oldtown. Die westliche Hälfte wurde im Jahr 1816 an David Gilmore vergeben, für die Herstellung der Dixmont Road. Die östliche Hälfte kaufte im selben Jahr General John Parker Boyd. Am 31. Januar 1824 wurde sie als Town unter dem Namen Kilmarnock organisiert. Die Namenswahl ging zurück auf den Wunsch von General Boyd. Der Name wurde auf Wunsch der Einwohner im Jahr 1856 in Medford geändert. Historiker vermuten, dass der Name Kilmarnock auf die Stadt zurückgeht, aus der möglicherweise ursprünglich der Vater von General Boyd stammte. Das Recht als Town organisiert zu sein, wurde 1940 aufgegeben und das Gebiet wurde 1942 als Plantation organisiert. Erneut als Town wurde Medford im Jahr 1967 reorganisiert.
Boyd errichtete 1820 an der Stelle, an der der Schoodic-Strom in den Piscataquis mündet, das größte Sägewerk auf dem Penobscot oder einem seiner Zweige. Es hatte mehrere Nachfolgebauten. 1835 wurden in Cold Brook eine Sägemühle und eine Schrotmühle gebaut und um diese herum ist die Ansiedlung Medford entstanden.
Medford gehört zur Three Rivers Community Alliance, einem losen Gemeindeverbund mit Sitz in Milo.

### Einwohnerentwicklung
| Volkszählungsergebnisse – Town of Medford, Maine | Volkszählungsergebnisse – Town of Medford, Maine | Volkszählungsergebnisse – Town of Medford, Maine | Volkszählungsergebnisse – Town of Medford, Maine | Volkszählungsergebnisse – Town of Medford, Maine | Volkszählungsergebnisse – Town of Medford, Maine | Volkszählungsergebnisse – Town of Medford, Maine | Volkszählungsergebnisse – Town of Medford, Maine | Volkszählungsergebnisse – Town of Medford, Maine | Volkszählungsergebnisse – Town of Medford, Maine | Volkszählungsergebnisse – Town of Medford, Maine |
| Jahr                                             | 1800                                             | 1810                                             | 1820                                             | 1830                                             | 1840                                             | 1850                                             | 1860                                             | 1870                                             | 1880                                             | 1890                                             |
| ------------------------------------------------ | ------------------------------------------------ | ------------------------------------------------ | ------------------------------------------------ | ------------------------------------------------ | ------------------------------------------------ | ------------------------------------------------ | ------------------------------------------------ | ------------------------------------------------ | ------------------------------------------------ | ------------------------------------------------ |
| Einwohner                                        |                                                  |                                                  |                                                  |                                                  |                                                  |                                                  | 353                                              | 294                                              | 398                                              | 306                                              |
| Jahr                                             | 1900                                             | 1910                                             | 1920                                             | 1930                                             | 1940                                             | 1950                                             | 1960                                             | 1970                                             | 1980                                             | 1990                                             |
| Einwohner                                        | 282                                              | 262                                              | 228                                              | 251                                              | 213                                              | 191                                              |                                                  | 146                                              | 163                                              | 194                                              |
| Jahr                                             | 2000                                             | 2010                                             | 2020                                             | 2030                                             | 2040                                             | 2050                                             | 2060                                             | 2070                                             | 2080                                             | 2090                                             |
| Einwohner                                        | 231                                              | 254                                              | 230                                              |                                                  |                                                  |                                                  |                                                  |                                                  |                                                  |                                                  |

## Kultur und Sehenswürdigkeiten

### Bauwerke
In Medford wurde eine archäologische Stätte, die Little Schoodic Stream Archeological Site (107-4), unter Schutz gestellt und ins National Register of Historic Places aufgenommen. Die genaue Lage ist geschützt und wird nicht veröffentlicht.

## Wirtschaft und Infrastruktur

### Verkehr
Medford selbst wurde durch die Bangor and Aroostook Railroad an das Eisenbahnnetz der USA angeschlossen und lag an der Bahnstrecke South Lagrange–Packards.
Von der Maine State Route 6 zweigt im benachbarten Milo eine Straße ab, die parallel zum Piscataquis River in westöstlicher Richtung durch das Gebiet verläuft.

### Öffentliche Einrichtungen
In Medford gibt es keine medizinischen Einrichtungen oder Krankenhäuser. Nächstgelegene Einrichtungen für die Bewohner von Medford befinden sich in Howland.
Medford besitzt keine eigene Bücherei, die nächstgelegene befindet sich in Milo.

### Bildung
Medford gehört mit den anderen Gemeinden der Three Rivers Community: Bowerbank, Brownville, LaGrange, Lake View, Medford, Milo und Sebec sowie dem Township Atkinson zum MSAD 41.
Im Schulbezirk werden mehrere Schulen angeboten:
- Brownville Elementary School in Brownville, mit den Schulklassen 3 und 4
- Milo Elementary School in Milo, mit den Schulklassen Pre-Kindergarten bis 2
- Penquis Valley Middle School in Milo, mit den Schulklassen 5 bis 8
- Penquis Valley High School in Milo, mit den Schulklassen 9 bis 12

## Persönlichkeiten

### Persönlichkeiten, die vor Ort gewirkt haben
- John Parker Boyd (1764–1830), General
- Parker T. Hart (1910–1997), Diplomat